# Sandra Corveloni
Sandra Corveloni (ur. w 1965 w São Paulo) – brazylijska aktorka filmowa i przede wszystkim teatralna. Laureatka nagrody dla najlepszej aktorki na 61. MFF w Cannes za rolę w filmie Linha de Passe (2008) Waltera Sallesa.

## Życiorys
Studiowała na wydziale sztuki prestiżowej prywatnej uczelni Pontifícia Universidade Católica de São Paulo (PUC-SP). Karierę zaczynała od występów w teatrze i z tą pracą jest głównie kojarzona. W 1998 wyszła za mąż za Maurizio De Simona, z którym ma syna Orlanda.
W 2008 wystąpiła w swoim pierwszym filmie fabularnym − sportowym dramacie Linha de Passe w reżyserii Waltera Sallesa i Danieli Thomas. Za rolę otrzymała nagrody dla najlepszej aktorki na 61. MFF w Cannes oraz na MFF w Hawanie. Nominowana została również do lokalnej nagrody Cinema Brazil Grand Prize. Nie pojawiła się osobiście w Cannes, aby odebrać nagrodę, gdyż w czasie trwania festiwalu poroniła.

## Filmografia
- 2008: Linha de Passe jako Cleuza
- 1996: Flores Ímpares (film krótkometrażowy)
- 1994: Amor! (film krótkometrażowy)

## Nagrody
- Nagroda na MFF w Cannes Najlepsza aktorka: 2008 Linha de Passe